# Одбрана (тактички систем самоодбране)
Одбрана је тактички систем (борилачка вештина) самоодбране развијен у касним 1990-им, у Чикагу, САД. Тактички систем самоодбране је развио српско амерички држављанин Владимир Ђорђевић користећи технике реалног аикидоа, кикбокса, џијуџице, блиске борбе прса у прса, борбе ножем и уличне туче. Одбрана је заснована на моменталном дефанзивном реаговању и неутрализацији претње уз офанзивно елиминисање агресије. Одбрана је данас саставни део тактичке и физичке обуке војно полицијских структура, обезбеђења, цивила, жена и деце.

## Принципи Одбране
Одбрана подстиче чланове да избегавају конфронтацију. Уколико је то немогуће, онда борбу треба завршити на најбржи и најефикаснији начин. Напади су усмерени на најугроженије делове тела, а обука није ограничена само на технике које избегавају озбиљне повреде. Тренинг Одбране је максимално сигуран за студенте са употребом заштитне опреме и коришћењем разумне силе. Чланови уче да се одбране од разних напада и да му се супротставе користећи ударце руком, ногом, технике закључавања, бацања… Специфичност тренинга и препознатљивост Одбране је самоодбрана од два и више нападача са оружјем или без њега. Студенти поред самоодбране, пролазе војну физичку спрему, обуку у коришћењу и одбрани од напада од пушке, пиштоља, палице, ножа.